# Грабеж, Трифко
Три́фко Гра́беж (серб. Трифун (Трифко) Грабеж;  28 июня 1895, Пале, Австро-Венгрия —  21 августа 1916, Терезин, Австро-Венгрия) — сербский националист. Член организации «Чёрная рука», участник покушения на эрц-герцога Франца Фердинанда, которое послужило формальным поводом к началу Первой мировой войны.

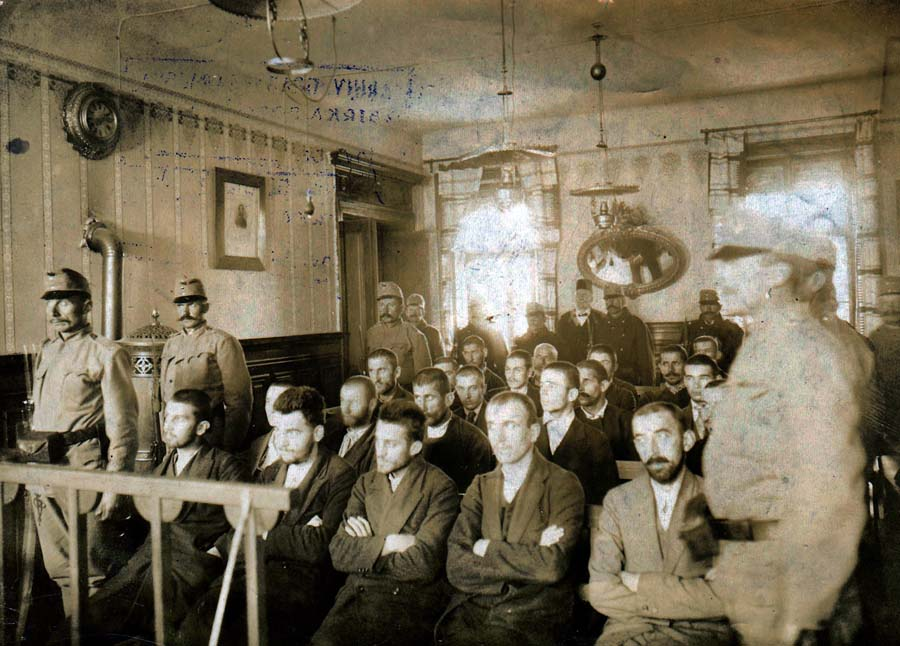
Суд над заговорщиками. Первый ряд, слева направо: 1. Трифко Грабеж, 2. Неделько Чабринович, 3. Гаврило Принцип, 4. Данило Илич, 5. Мишко Йованович (октябрь 1914 г.)

## Биография
Боснийский серб, подданный Австро-Венгрии. Родился в семье православного священника. В 17-летнем возрасте был исключён из школы за нападение на учителя, после чего уехал в Сербию и поселился в Белграде, где продолжил учёбу.
Участвовал в деятельности сербско-боснийской революционной организации, боровшейся в 1912—1914 годах за присоединение Боснии и Герцеговины к Великой Сербии — «Млада Босна». Бо́льшую часть времени проводил с сербскими националистами. Тренировался применять оружие и бросать гранаты.
Сообщник Гаврило Принципа. Три юноши, Г. Принцип, Неделько Чабринович и Т. Грабеж, проживавшие в Белграде, 28 июня 1914 г. совершили неудачное покушение на эрцгерцога Франца Фердинанда. В то время Т. Грабеж уже болел туберкулёзом, поэтому, в отличие от других заговорщиков, был готов отдать свою жизнь ради политических целей.
Хотя тогдашний премьер-министр Сербии Никола Пашич, узнавший о плане совершения убийства, приказал арестовать Грабежа, Принципа и Чабриновича, террористам удалось незаметно проникнуть в Боснию и Герцеговину.
Белградских террористов заговорщики обеспечили не только шестью ручными гранатами, четырьмя автоматическими пистолетами «Браунинг» и амуницией, но и деньгами, пилюлями с ядом, специальной картой, с нанесённым на неё расположением жандармов и небольшой картой, позволяющей использовать тайные пути, которыми пользовались агенты и армия для переправки в Австро-Венгрию.
После совершения покушения Неделько Чабринович и Данило Илич были арестованы. После того, как его сообщник Данило Илич признался австрийской полиции, Трифун Грабеж был арестован, обвинён в государственной измене и убийстве. Согласно австро-венгерскому законодательству, смертная казнь не применялась к лицам, не достигшим 20-летнего возраста на момент совершения преступления. Таким образом, Грабеж и большинство террористов получили максимальное наказание в виде двадцати лет лишения свободы и были помещены в тюрьму Терезин.
Содержался в тяжёлых условиях и умер в 1916 году от туберкулёза .